# Saint-Omer (Calvados)
Saint-Omer és un municipi francès situat al departament de Calvados i a la regió de Normandia. L'any 2007 tenia 163 habitants.

## Demografia

### Població
El 2007 la població de fet de Saint-Omer era de 163 persones. Hi havia 64 famílies de les quals 16 eren unipersonals (8 homes vivint sols i 8 dones vivint soles), 16 parelles sense fills, 16 parelles amb fills i 16 famílies monoparentals amb fills.
La població ha evolucionat segons el següent gràfic:
Habitants censats

### Habitatges
El 2007 hi havia 78 habitatges, 65 eren l'habitatge principal de la família, 7 eren segones residències i 6 estaven desocupats. Tots els 78 habitatges eren cases. Dels 65 habitatges principals, 52 estaven ocupats pels seus propietaris, 11 estaven llogats i ocupats pels llogaters i 2 estaven cedits a títol gratuït; 2 tenien dues cambres, 9 en tenien tres, 18 en tenien quatre i 36 en tenien cinc o més. 59 habitatges disposaven pel capbaix d'una plaça de pàrquing. A 28 habitatges hi havia un automòbil i a 31 n'hi havia dos o més.

### Piràmide de població
La piràmide de població per edats i sexe el 2009 era:
| Homes | Edats   | Dones |
| ----- | ------- | ----- |
| 0     | 95 o +  | 0     |
| 0     | 90 a 94 | 0     |
| 0     | 85 a 89 | 2     |
| 0     | 80 a 84 | 2     |
| 2     | 75 a 79 | 0     |
| 8     | 70 a 74 | 8     |
| 4     | 65 a 69 | 6     |
| 3     | 60 a 64 | 6     |
| 3     | 55 a 59 | 3     |
| 7     | 50 a 54 | 9     |
| 5     | 45 a 49 | 4     |
| 8     | 40 a 44 | 1     |
| 3     | 35 a 39 | 6     |
| 10    | 30 a 34 | 9     |
| 4     | 25 a 29 | 6     |
| 4     | 20 a 24 | 3     |
| 4     | 15 a 19 | 5     |
| 2     | 10 a 14 | 2     |
| 9     | 5 a 9   | 3     |
| 4     | 0 a 4   | 2     |

## Economia
El 2007 la població en edat de treballar era de 97 persones, 71 eren actives i 26 eren inactives. De les 71 persones actives 64 estaven ocupades (35 homes i 29 dones) i 7 estaven aturades (4 homes i 3 dones). De les 26 persones inactives 10 estaven jubilades, 10 estaven estudiant i 6 estaven classificades com a «altres inactius».

### Ingressos
El 2009 a Saint-Omer hi havia 60 unitats fiscals que integraven 161 persones, la mediana anual d'ingressos fiscals per persona era de 15.083 €.

### Activitats econòmiques
Dels 6 establiments que hi havia el 2007, 1 era d'una empresa de fabricació d'altres productes industrials, 1 d'una empresa de construcció, 1 d'una empresa d'hostatgeria i restauració, 1 d'una empresa financera, 1 d'una entitat de l'administració pública i 1 d'una empresa classificada com a «altres activitats de serveis».
Dels 3 establiments de servei als particulars que hi havia el 2009, 1 era una lampisteria, 1 restaurant i 1 saló de bellesa.
L'any 2000 a Saint-Omer hi havia 11 explotacions agrícoles que ocupaven un total de 224 hectàrees.

## Poblacions més properes
El següent diagrama mostra les poblacions més properes.